# گویش یامچی
گویش یامچی یکی از لهجه‌های زبان ترکی آذربایجانی  است. که در مناطق شمالی دریاچه ارومیه از  گرداگرد رشته کوه میشو تا سواحل ارس مورد استفاده قرار می‌گیرد. 

## ویژگی‌های گویش یامچی
این لهجه بین لهجه تبریز و قره داغ قرار می‌گیرد (از لحاظ کشیدن صداها). تلفظ کشیده افعال نه مثل تبریز کشیده و نه مثل قره داغ کوتاه است‌‌، بلکه بینابینی می‌باشد‌‌. که شعباتی نیز از این لهجه پدید آمده است.
لهجه یامچی جزء گروه جنوب غرب یعنی گروه اوغوز می‌باشد.

## شمار گویشوران
لهجه یامچی از یامچی ، صوفیان ، مرند ، شبستر ، خامنه ، دیزج خلیل ، دریان ، شانجان ، گمیچی تا شمال دریاچه اورمیه و همچنین از زنوز ، یکانات ، علمدار ، گرگر ، ایواوغلو و آقچای تا سواحل ارس در شهرستان جلفا گویشور دارد که شمار آنها به ۴۵۰.۰۰۰ نفر میرسد.